# Стрептобацильоз
Стрептобацильо́з (англ. Streptobacillosis, рідше — англ. Streptobacillary rat-bite fever/Streptobacillary Fever), (назви клінічної форми за епідемічного перебігу хвороби — англ. Haverhill fever, Epidemic arthritic erythema — гейврільська гарячка, епідемічна артритична еритема, які іноді невиправдано використовують для означення всієї хвороби) — гостра інфекційна хвороба з групи зоонозів з контактним механізмом передачі збудника, найчастіше шляхом укусу пацюків, яка характеризується гарячкою, інтоксикацією, висипом і поліартритом. Хвороба входить до групи гарячок від укусу пацюків.

## Історичні відомості та актуальність
Вважають, що стрептобацильоз у людини вперше був описаний у 1836 році в США. Збудник тоді виділений не був. У 1914 році відомий німецький бактеріолог Гуго Шоттмюллер виділив збудника від хворої людини. Дуже вибуховий спалах цієї хвороби був детально описаний у 1926 році в м. Гейврілл, (округ Ессекс, штат Массачусетс, США), захворіло протягом одного місяця 86 осіб. Тоді ж епідемічна форма отримала свою назву — гейврільська гарячка. Відома й велика епідемія раніше, у 1925 року у м. Честері (штат Пенсільванія, США), коли захворіло 400 людей. Тоді причина хвороби не була з'ясована, але після гейврільського спалаху ретроспективно було визначено, що честерська епідемія є також стрептобацильозом. Адже при спалаху в Гейвріллі 1926 року було підтверджено, що хворобу спричинив Streptobacillus moniliformis. У 1983 році у Великій Британії була описана у школі-інтернаті в Чемсфорді, графство Ессекс ще одна велика епідемія хвороби — захворіло 208 учнів. В усіх епідеміях захворювання відбулося через зараження молока. Взагалі захворюваність на стрептобацильоз на сьогодні в світі є спорадичною. Випадки цієї хвороби описані також в Україні.

## Етіологія

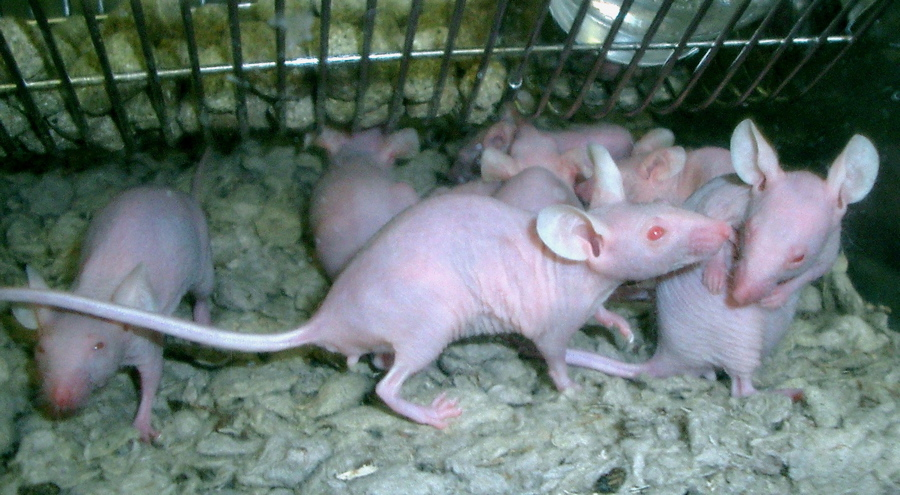
Лабораторні пацюки практично усі заражені Streptobacillus moniliformis, тому можуть бути джерелами інфекції.

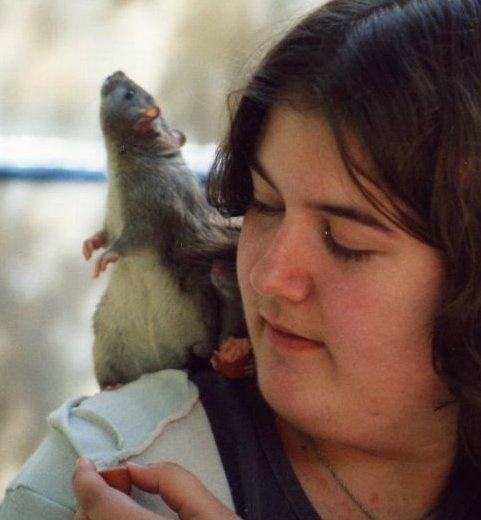
Можливе зараження стрептобацильозом від пацюка — домашнього улюбленця.

Збудник Streptobacillus moniliformis — поліморфна грамнегативна бактерія, яка росте у вигляді паличок або ланцюжків, факультативно анаеробна, нестійка в довкіллі.
Детальніші відомості з цієї теми ви можете знайти в статті Streptobacillus moniliformis.

## Епідеміологічні особливості

### Джерело і резервуар інфекції
Джерелом інфекції найчастіше є пацюки, рідше інші гризуни, всі хижаки, які полюють на цих тварин, в яких Streptobacillus moniliformis перебуває на слизових оболонках ротової порожнини, глотки як звичайний представник їх мікрофлори. Хвора людина не є заразною.

### Механізм і шляхи передачі
Зараження відбувається за допомогою контактного механізму передачі, безпосередньо рановим шляхом — від укусу гризунів, включаючи і лабораторних білих пацюків. Можливе зараження при потраплянні слини від хворої тварини на пошкодження шкіри, що до цього були у людей. Також відбувається іноді інфікування при споживанні забруднених виділеннями гризунів води і харчових продуктів, головним чином, молока, які не піддавалися перед вживанням термічній обробці. При цьому це є також шлях, що реалізує контактний механізм — зараження відбувається через мікропошкодження слизових оболонок ротової порожнини, глотки.

### Сприйнятливий контингент та імунітет
Ступінь сприйнятливості людини та імунітет після перенесеної хвороби на сьогодні достеменно не прояснені, адже через переважно спорадичну захворюваність не вдається провести повноцінні дослідження у людей.

## Патогенез
Виявити усі особливості патогенезу стрептобацильозу поки що не вдалося через відносно низьку кількість захворілих серед людей. Зрозумілим є те, що у місці укусу, де відбувається проникнення збудника, вкрай рідко розвиваються продуктивні явища запалення. Скоріше за все, розмноження збудника первинно відбувається у регіонарних до місця укусу лімфатичних вузлах, хоча і там немає дуже виразних змін і їх великого збільшення. В подальшому відбувається бактеріємія, збудник поширюється до внутрішніх органів, суглобів. Є збільшення печінки і селезінки, там відбуваються певні дегенеративні зміни. Можуть утворюватися вторинні вогнища у міокарді, ендокарді, суглобах. В останніх зміни носять імуноалергічний характер, є характерним проявом стрептобацильозу. Взагалі є свідчення, що ці збудники здатні запускати процес пошкодження синовіальних і серозних оболонок. Біопсія шкірних висипань продемонструвала, що в основі їх лежить лейкоцитокластичний васкуліт. У термінальних відділах кісток, що утворюють суглоби, відзначають періостит, фібринозний ексудат у синовіальній рідині. Можливі периартикулярні абсцеси. Є свідчення того, що в деяких випадках можливе формування хронічного поліартриту і хронічного перебігу стрептобацильозу.

## Клінічні прояви
Інкубаційний період триває від 2 до 10 днів. Згідно з МКХ-10 вирізняють стрептобацильоз під кодом A25.1.
Хоча загальноприйнятої клінічної класифікації і не існує на сьогодні, але потрібно розрізняти мінімум 2 форми перебігу хвороби:
- типова, яка розвивається від укусу пацюків;
- гейврільська гарячка/епідемічна артритична еритема.

### Клінічний перебіг хвороби, що розвивається після укусу пацюком

#### Перші ознаки
Початок гострий. З'являються раптовий озноб, підвищення температури тіла вище 39 °C, головний біль, міалгії. Первинний афект у місці укусу і лімфаденіт спостерігаються рідко. Поява такого афекту і виразного лімфаденіту скоріше за все свідчить не про стрептобацильоз, а про содоку.

#### Висип
Характерна поява поліморфного (плямистого, петехіального, папульозного, везикульозного) висипу на тулубі та кінцівках. На стопах нерідкі саме везикули (маленькі пухирці), облямовані гіперемійованою зоною, які вважають типовими для стрептобацильозу. Висипання можуть зберігатися до 7-10 днів, у чверті хворих на їх місці є лущення шкіри.

#### Поліартрит
Часто (у 75 %) розвиваються мігруючі моно- і поліартрити. Переважно уражаються суглоби нижніх кінцівок, вони нерідко збільшені у розмірах, шкіра над ними може бути гіперемійована. Хворі відчувають при цьому ще й біль в суглобах (артралгії) кінцівок при ходьбі. Артралгії можуть турбувати хворих ще багато місяців після щезнення інших симптомів.

#### Пізній пеірод
Тривалість гарячки частіше 3-5 діб, взагалі може бути до 2 тижнів, часто спостерігають рецидиви.

### Гейврільська гарячка
При цій формі внаслідок потрапляння збудника до організму через мікропошкодження слизових оболонок ротоглотки відбувається місцевий запальний процес у вигляді фарингіту, через що хворі на гейврільську гарячку окрім типових симптомів відзначають дискомфорт у глотці при ковтанні, а при огляді її спостерігають набряклість слизової, гіперемію. Досить часто є нудота і блювання, більш виразні артрити, ніж при типовому перебігу стрептобацильозу.

## Ускладнення
Можливі ендокардит, абсцеси м'яких тканин, пневмонія, сепсис. У немовлят і маленьких дітей часто розвивається тяжка діарея, що може призвести до дегідратаційного шоку. Без етіотропного лікування летальність сягає 13 %.

## Діагностика
Діагноз встановлюють на підставі клінічної картини хвороби, її зв'язку з укусом пацюком або іншою твариною і підтверджують за необхідності бактеріологічним дослідженням крові, суглобової рідини, серологічними методами (реакції аглютинації і зв'язування комплементу). Для швидкої діагностики запропоновані методики визначення профілю жирних кислот при проведенні газорідинної хроматографії. Електрофорез в поліакриламідному гелі з високою роздільною здатністю в поєднанні з комп'ютерним аналізом був також використаний для підтвердження діагнозу, адже цей метод дає змогу розрізнити штами Streptobacillus moniliformis. Розроблена для ідентифікації збудника стрептобацильозу і ПЛР.

## Лікування
Призначають пеніцилін, або доксициклін, або макроліди в середніх терапевтичних дозах протягом 5-7 діб. При розвитку ендокардиту поєднували пеніцилін з стрептоміцином. Для боротьби з імуноалергічними ушкодженнями в тяжких випадках застосовують антигістамінні препарати, глюкокортикостероїди, протизапальні засоби.

## Профілактика
Направлена на боротьбу з гризунами, захист від їх укусів, дотримання правил зберігання харчових продуктів. У непевних випадках молоко потрібно вживати лише після кип'ятіння. Має проводитися дератизація. Після укусу потрібно провести постконтактну профілактику: промивання рани мильним розчином, обробка антисептиками, за необхідності прийом доксицикліну протягом 5-7 днів.